# Aphra Behn
Aphra Behn (Kent, 14 de desembre de 1640; data de bateig - Londres, 16 d'abril de 1689) va ser una dramaturga, escriptora i traductora anglesa de l'època de la Restauració. Va trencar barreres culturals per ser una de les primeres dones al seu país a guanyar-se la vida amb la ploma i va servir de model per a moltes generacions posteriors de dones escriptores.

## Biografia
Els seus orígens són força obscurs, ja que durant la seva joventut va ser espia a Anvers a sou de Carles II d'Anglaterra i va inventar-se un origen aristocràtic. La realitat és que va néixer el 1640 i era filla d'un barber i una dida.
Hi ha indicis sòlids que indiquen que l'any 1663 Aphra Behn va viatjar a Surinam, Amèrica del Sud, en una missió encarregada pel governador de la colònia, Lord Willoughby. Allà va visitar les plantacions de canya de sucre i va parlar amb els esclaus, cosa que faria que, el 1688, publiqués la novel·la Oroonoko, basada en una història d'amor real entre esclaus. Així, fou de les primeres persones blanques a escriure mostrant els esclaus negres com a persones i protagonistes d'una història d'amor i de les seves pròpies vides.
Per influència de Thomas Tyron, a través dels seus llibres del segle xvii en defensa del vegeterianisme, va deixar de menjar carn.
L'any 1664 es va casar amb John Behn, un traficant d'esclaus, que va morir a l'any següent. El 1667 va ser enviada en una altra missió d'espionatge a Holanda per fer la valoració del contingut d'unes informacions que un agent doble holandès volia vendre a la corona britànica. Després de passar, possiblement, un temps a la presó, va tornar a Londres, on va començar a escriure sota el pseudònim d'Astrea, dins d'un destacat cercle de poetes llibertins de l'època, com John Wilmot.
L'any 1670 va publicar la seva primera obra de teatre, que va resultar un èxit immediat, The forced marriage. The Amorous Prince la va seguir un any després. Abdelazer, una tragèdia, es va representar el 1676. Però tenien més èxit les comèdies enginyoses com ara El Rover (editades en dues parts, el 1677 i el 1681). L'Emperador de la Lluna, representada el 1687, un precedent de la pantomima anglesa. També va escriure narrativaː l'esmentada novel·la Oroonoko (1688) i una novel·la epistolar publicada en dues partsːLove-Letters Between a Nobleman and His Sister (1684–87) i The Fair Jilt (1688). I poesia, recollida a Poems upon Several Occasions, with A Voyage to the Island of Love (1684) o The Lover in Fashion (1688). Durant l'època de la crisi de l'exclusió, va tenir problemes legals pels seus escrits, motiu pel qual va centrar-se en les traduccions i la prosa.

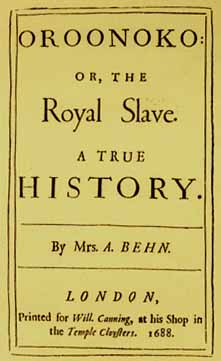
Portada de la novel·la Oroonoko, de 1688

Aquesta gran diversitat de formes literàries i estils en una escriptora del segle XVII -que la fan precursora de la novel·la del segle XVIII- i la llibertat amb què encarava tota mena de temes la van fer molt popular aleshores i li han portat el respecte de la posteritat. En aquest sentit, és ben coneguda la referència que en va fer Virginia Woolf en l'obra Una cambra pròpia, en què diu que -pel fet de ser model per a moltes generacions de dones escriptores, inclosa ella mateixa- cada dia hauríem d'anar a deixar flors a la seva tomba.